# 伊朗门事件
軍售伊朗醜聞（英語：Iran-Contra Affair）是指發生在1980年代中期，美国罗纳德·里根政府向伊朗秘密出售武器一事被揭露后而造成严重政治危机的事件。

## 事情经过
1983年起，10多名美国公民被黎巴嫩真主党绑架。时任美國中央情报局局长威廉·卡西从以色列外交官大衛·金奇那里获悉，正处于两伊战争的伊朗急需武器装备，特别是美式飞机的零部件和反坦克、地对空导弹。而伊朗與真主党关系密切，如果能够向伊朗提供军火，让其从中发挥影响，则有可能促使真主党释放美国人质，同时还可以改善不断恶化的美伊关系，减缓伊拉克在海湾地区的扩张。这一计划得到當時美國總統隆納·雷根的國家安全顧問羅伯特·C·麥克法蘭的支持并被命名为「麦克法兰计划」，而隆納·雷根很可能知道这一计划并且同意。由于伊朗为美国的敌人，美国国会禁止向其出售武器，因此本計劃所有的武器都是秘密通过第三方出售。1985年9月，由国家安全委员会政治军事处副处长奧利弗·諾斯中校执行麦克法兰计划——由以色列牵线搭桥，装载着美式装备的飞机降落在伊朗的机场。9月15日，被绑架的美国律师本杰明·韦尔获得释放。计划成功之后，几个负责人决定继续交易，促使更多的美国人质被释放。同时，奧利弗·諾斯还负责给尼加拉瓜的反政府武装康特拉提供援助。由于之前国会通過了博兰修正案
，該法案限制美國政府援助康特拉，因此中情局采納军火商的建议，将卖导弹的钱转移一些「回扣」给中情局，中情局再用這筆钱支援康特拉颠覆尼加拉瓜政权的活动。这一决定得到了新任國家安全顧問約翰·彭德克斯特的同意。1986年6月，麦克法兰曾亲自前往伊朗，希望直接接触伊朗高层，但未得到正面回应。1986年7月26日，又一名美国人质被释放。11月2日，第三名美国人质被释放。截至事件爆发，美国共向伊朗进行6次军火销售，3名人质因此释放。

## 暴露与调查
1986年11月2日，一份黎巴嫩的雜誌《風帆》揭露了6月间麦克法兰前往伊朗活动的事情。4日，伊朗议长证实了这一报道，伊朗门事件就此暴露。1987年初，美国國會針對此事件組成调查委员會，在11月18日完成近一年的调查並公佈調查報告。多名参与人员援引憲法第五修正案，拒绝回答问题；许多重要文件也已经被销毁。事发时担任中情局长的卡西在调查期间去世也影响了调查工作的进行。諾斯、彭德克斯特等人声称，总统隆納·雷根并不知情将军售收入用于支援尼加拉瓜反政府武装一事，将责任全揽至自己身上。调查认为隆納·雷根虽然没有直接参與军售，但对其部下的违法行为仍负有一定责任。之后，多名当事人被起诉。1989年，諾斯、彭德克斯特均被同一名独立检察官起诉。诺斯被判有罪，但其不服判决，并向联邦上诉法院上诉。1990年，联邦上诉法院判其无罪。而彭德克斯特则推翻之前的供词，表明曾请示过隆納·雷根，但此时已经离任的隆納·雷根出現老年痴呆症的迹象，无法上法庭作證。原本被判6个月有期徒刑的彭德克斯特，最終被上诉法庭判決無罪。

## 文獻
- Asleson, Vern. Nicaragua: Those Passed By. Galde Press ISBN 978-1-931942-16-4, 2004
- Cockburn, Alexander and Jeffrey St. Clair. . New York City: Verso. 1998. ISBN 1-85984-258-5.
- Reagan, Ronald. . New York: Simon & Schuster. 1990.
- . United States Government Printing Office, via Google Books. November 11, 1987  [2007-04-03]. （原始内容存档于2017-02-10）.
- Shenon, Philip and Stephen Engelberg. . The New York Times. July 5, 1987  [2008-03-28].
- Tower, John; Edmund Muskie and Brent Scowcroft. . The American Presidency Project. February 26, 1987  [2008-04-23]. （原始内容存档于2020-12-14）.
- Webb, Gary. . Seven Stories Press. 1998. ISBN 1-888363-68-1.
- Zinn, Howard. . New York: Perennial. 2003. ISBN 0-06-052837-0.

## 外部連結
- Understanding the Iran-Contra Affairs, a comprehensive websiteArchive.today的存檔，存档日期2013-04-15
- The Iranian Arms Scandal from the Dean Peter Krogh Foreign Affairs Digital Archives
- The Contras: a question of US Funding from the Dean Peter Krogh Foreign Affairs Digital Archives
- Final Report of the Independent Counsel for Iran/Contra Matters (Walsh Report)（页面存档备份，存于）
- Busby, Robert (2011-02-03) The scandal that almost destroyed Ronald Reagan, Salon.com
- Time Article（页面存档备份，存于）
- Arms for Hostages
- Story needs to be told（页面存档备份，存于）
- The Iran-Contra Affair 20 Years On（页面存档备份，存于）: Documents Spotlight Role of Reagan, Top Aides. By the National Security Archive
- How the Reagan Administration Taught Iran the Wrong Lessons（页面存档备份，存于） – Middle East Review of International Affairs, June, 2007 article by Nathan Thrall
- Audio, "The Secret Government: The Constitution in Crisis"（页面存档备份，存于）, 1987 Bill Moyers special on the Iran-Contra Affair
- Condensed article outlining Iran-Contra
- The Importance of the Iran-Contra Scandal, 25 Years Later（页面存档备份，存于）